# 국도 제27호선 (일본)
국도 제27호선(일본어: 国道27号)은 일본 후쿠이현 쓰루가시부터 교토부 후나이군 교탄바정에 이르는 총 연장 139.6 km를 가진 일본의 일반 국도이다.

## 주요 경유지
- 후쿠이현
  - 쓰루가시 - 미카타 군 미하마 정 - 미카타카미나카군 와카사 정 - 오바마시 - 오이군 (오이 정 - 다카하마정)

- 교토부
  - 마이즈루시 - 아야베시 - 후나이군 교탄바정